# Oldřich Škarecký
Oldřich Škarecký (18. září 1960 – 19. prosince 2014) byl český fotbalista, obránce.

## Fotbalová kariéra
V československé lize hrál za TJ Vítkovice a DAC Dunajská Streda. Nastoupil ve 139 ligových utkáních a dal 7 gólů. Získal ligový titul v sezóně 1985/1986 s Vítkovicemi. V Poháru mistrů evropských zemí nastoupil ve 2 utkáních a v Poháru UEFA nastoupil v 6 utkáních. V nižší soutěži hrál i za SK Železárny Třinec.

## Ligová bilance
| Ročník                                   | Zápasy | Góly | Klub                |
| ---------------------------------------- | ------ | ---- | ------------------- |
| 1. československá fotbalová liga 1984/85 | 26     | 2    | TJ Vítkovice        |
| 1. československá fotbalová liga 1985/86 | 25     | 3    | TJ Vítkovice        |
| 1. československá fotbalová liga 1986/87 | 15     | 0    | TJ Vítkovice        |
| 1. československá fotbalová liga 1987/88 | 24     | 0    | TJ Vítkovice        |
| 1. československá fotbalová liga 1988/89 | 24     | 2    | TJ Vítkovice        |
| 1. československá fotbalová liga 1989/90 | 3      | 0    | TJ Vítkovice        |
| 1. československá fotbalová liga 1989/90 | 14     | 0    | DAC Dunajská Streda |
| 1. československá fotbalová liga 1990/91 | 8      | 0    | DAC Dunajská Streda |
| 2. česká fotbalová liga 1993/94          | -      | 0    | SK Železárny Třinec |
| CELKEM 1. liga                           | 139    | 7    |                     |